# RPG-30
Le RPG-30 Kryuk  (« crochet » ; russe : РПГ-30 « Крюк ») est un lance-roquettes antichars jetable portatif russe.

## Histoire
Le RPG-30 a été dévoilé en 2008 par l'entreprise de recherche et de production d'État, Bazalt, en tant que lance-roquettes antichars moderne conçu pour relever le défi du blindage réactif et des systèmes de protection active (APS) sur les chars. Les systèmes de protection active tels que Arena-e, Drozd et Trophy déjouent les munitions anti-blindées en les détruisant avant qu'elles n'atteignent leur cible. Le RPG-30 est une réponse prévue à l'introduction de ces systèmes. Le RPG-30 a autorisé son programme de tests et est entré en service en 2012-2013. Il a été immédiatement inscrit sur la liste du Pentagone des « menaces asymétriques contre les forces armées américaines »,.

## Description
Le RPG-30, comme le RPG-27, est un lance-roquettes antichars jetable portable avec une capacité de tir unique. Contrairement au RPG-27 cependant, il contient une cartouche précurseur de plus petit diamètre dans un tube latéral, en plus de la cartouche principale dans le tube principal. La balle précurseur est tirée peu avant la balle principale et agit comme un leurre, incitant le système de protection active (APS) de la cible à l'engager. L'APS n'est pas prêt à s'engager à nouveau avant 0,2 à 0,4 seconde plus tard, ce qui laisse le temps à la munition principale d'atteindre la cible.
Le PG-30 est la munition principale du RPG-30. La roquette est de calibre 105 mm charge creuse en tandem avec une masse de 10,3 kg. Il a une portée de 200 mètres et une capacité de pénétration déclarée supérieure à 600 mm de blindage homogène laminé (RHA), 1 500 mm de béton armé, 2 000 mm de brique.

## Défenses
En 2012, le ministère de la défense Israélienne a rapporté que la société militaro-industrielle Rafael avait développé un système de défense, « Trench Coat », contre le RPG-30, pour compléter le Trophy existant. Il se compose d'un radar à 360 degrés qui détecte toutes les menaces et lance dix-sept projectiles, dont un doit frapper le missile entrant.

## Utilisateurs
- Russie